# Liste des monuments historiques de Tarascon
Ce tableau présente la liste de tous les monuments historiques classés ou inscrits dans la ville de Tarascon, Bouches-du-Rhône, en France.

## Liste
| Monument                                     | Adresse | Coordonnées                      | Notice         | Protection            | Date           | Illustration                                 |
| -------------------------------------------- | --- | -------------------------------- | -------------- | --------------------- | -------------- | -------------------------------------------- |
| Abbaye Saint-Honorat                         | Boulevard du Château                                                                                       | 43° 48′ 23″ nord, 4° 39′ 21″ est | « PA00081467 » | Inscrit               | 1961           | Abbaye Saint-Honorat                         |
| Abbaye Saint-Michel de Frigolet              | C.D. 81 Montée de Frigolet                                                                                 | 43° 51′ 31″ nord, 4° 43′ 40″ est | « PA00081284 » | Classé Inscrit Classé | 1921 1995 2015 | Abbaye Saint-Michel de Frigolet              |
| Casernes Kilmaine                            | Boulevard Jules-Ferry                                                                                      | 43° 48′ 08″ nord, 4° 39′ 44″ est | « PA13000043 » | Inscrit Classé        | 2002 2006      | Casernes Kilmaine                            |
| Chapelle de Lansac                           | Lansac | 43° 45′ 59″ nord, 4° 40′ 10″ est | « PA00081468 » | Inscrit               | 1971           | Chapelle de Lansac                           |
| Chapelle Saint-Gabriel                       | Saint-Gabriel                                                                                              | 43° 46′ 00″ nord, 4° 41′ 42″ est | « PA00081470 » | Classé                | 1840           | Chapelle Saint-Gabriel                       |
| Chapelle Saint-Victor                        | Route de Boulbon Mas des Mourgues                                                                          | 43° 50′ 30″ nord, 4° 40′ 47″ est | « PA00081471 » | Classé                | 1973           | Chapelle Saint-Victor                        |
| Chapelle-oratoire                            | Route de Mézoargues Mas de l'Ilon                                                                          | 43° 50′ 26″ nord, 4° 39′ 50″ est | « PA00081469 » | Inscrit               | 1975           | Image manquante Téléverser                   |
| Château                                      | Boulevard du Château                                                                                       | 43° 48′ 24″ nord, 4° 39′ 18″ est | « PA00081473 » | Classé                | 1840           | Château                                      |
| Château de Goubelet ou Goblet                | lieu-dit le Grand Goubelet route d'Arles                                                                   | 43° 47′ 47″ nord, 4° 40′ 10″ est | « PA00081472 » | Inscrit               | 1941 2012      | Château de Goubelet ou Goblet                |
| Église Sainte-Marthe                         | Boulevard du Roi-René                                                                                      | 43° 48′ 20″ nord, 4° 39′ 20″ est | « PA00081475 » | Classé                | 1840           | Église Sainte-Marthe                         |
| Église Saint-Jacques                         | Place Saint-Jacques                                                                                        | 43° 48′ 18″ nord, 4° 39′ 38″ est | « PA00081474 » | Classé                | 1994           | Église Saint-Jacques                         |
| Hôpital Saint-Nicolas                        | Rue du Jeu-de-Paume                                                                                        | 43° 48′ 13″ nord, 4° 39′ 42″ est | « PA00081476 » | Inscrit Classé        | 1984           | Hôpital Saint-Nicolas                        |
| Hôtel Léautaud de Mas Blanc                  | 3 rue Clerc des Molières                                                                                   | 43° 48′ 19″ nord, 4° 39′ 25″ est | « PA13000086 » | Inscrit               | 2018           | Hôtel Léautaud de Mas Blanc                  |
| Hôtel de Mauléon                             | 18 rue Jean Jaurès 13bis rue Arc-Mauléon Rue de la Raison                                                  | 43° 48′ 28″ nord, 4° 39′ 44″ est | « PA00135627 » | Inscrit               | 1995           | Hôtel de Mauléon                             |
| Hôtel de Raoulx                              | 55 rue Monge Rue Lucipia Boulevard Itam                                                                    | 43° 48′ 25″ nord, 4° 39′ 40″ est | « PA00081505 » | Inscrit               | 1989           | Hôtel de Raoulx                              |
| Hôtel de Raoulx-Laudun                       | 1 rue Jean-Jaurès 56 boulevard Itam                                                                        | 43° 48′ 26″ nord, 4° 39′ 39″ est | « PA13000031 » | Inscrit               | 1999           | Image manquante Téléverser                   |
| Hôtel de Sambucy ou Laudun ou Hôtel de Rouet | 3 rue du Rouet                                                                                             | 43° 48′ 18″ nord, 4° 39′ 21″ est | « PA00081480 » | Classé                | 1943           | Hôtel de Sambucy ou Laudun ou Hôtel de Rouet |
| Hôtel de ville                               | Place du Marché                                                                                            | 43° 48′ 22″ nord, 4° 39′ 27″ est | « PA00081477 » | Inscrit Classé        | 1926 1976      | Hôtel de ville                               |
| Maison (détruite)                            | Place Sainte-Marthe 6 rue du Collège                                                                       | 43° 48′ 19″ nord, 4° 39′ 24″ est | « PA00081479 » | Inscrit               | 1942           | Image manquante Téléverser                   |
| Mas de Panisse                               | Route d'Arles                                                                                              | 43° 46′ 40″ nord, 4° 40′ 28″ est | « PA13000073 » | Inscrit               | 2014           | Image manquante Téléverser                   |
| Palais de justice                            | | 43° 48′ 17″ nord, 4° 39′ 29″ est | « PA00081481 » | Inscrit               | 1926           | Palais de justice                            |
| Pont                                         | Près du croisement des C.C. 42 et 36 (note : ce pont a été détruit à la fin de la Seconde Guerre Mondiale) | à géolocaliser                   | « PA00081483 » | Inscrit               | 1939           | Pont                                         |
| Porte de la Condamine                        | | 43° 48′ 29″ nord, 4° 39′ 44″ est | « PA00081484 » | Classé                | 1961           | Porte de la Condamine                        |
| Porte Saint-Jean                             | | 43° 48′ 12″ nord, 4° 39′ 36″ est | « PA00081485 » | Inscrit               | 1930           | Porte Saint-Jean                             |
| Théâtre municipal                            | Rue Eugène-Pelletan                                                                                        | 43° 48′ 15″ nord, 4° 39′ 35″ est | « PA00081486 » | Inscrit               | 1980           | Théâtre municipal                            |
| Vestiges archéologiques                      | Saint-Gabriel                                                                                              | à géolocaliser                   | « PA00081482 » | Inscrit               | 1955           | Image manquante Téléverser                   |
| Villa de Tartarin                            | 2 faubourg Voltaire Chemin du Petit-Saint-Georges                                                          | 43° 48′ 32″ nord, 4° 39′ 49″ est | « PA00081478 » | Inscrit               | 1987           | Villa de Tartarin                            |